# الکساندر نیکولوف
الکساندر نیکولوف (بلغاری: Александър Николов؛ زادهٔ ۴ مارس ۱۹۴۰) بوکسور اهل بلغارستان است.